# Pokróvskoie (Tiumén)
|  | Per a altres significats, vegeu «Pokróvskoie». |

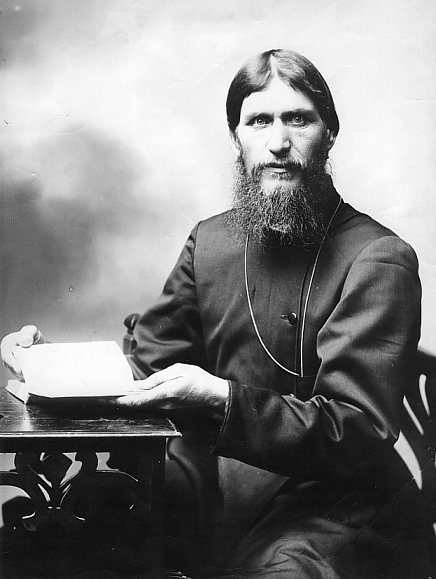
El nat més famós de Pokróvskoie, en Grigori Rasputin.

Pokróvskoie (rus: Покровское:) és un poble (selo) al districte de Iarkovski, óblast de Tiumen, Rússia. És el lloc de naixement d'en Grigori Rasputin. El 1917, després de l'abdicació i exili del tsar Nicolau II, ell i la seva família van ser enviats per tren cap a Sibèria, passant pel poble de Pokróvskoie. Això era una mena de confirmació d'una de les prediccions d'en Rasputin, que afirmava que la família Romànov veuria el seu poble natiu.
Al poble hi ha un museu dedicat a en Rasputin.